# Carrozza 1955R
Le carrozze 1955R sono un gruppo di carrozze che hanno prestato servizio in Italia nella seconda metà del XX secolo.
Il gruppo deriva da una completa ricostruzione dei vecchi veicoli Tipo 1921, preferita ad una nuova costruzione per via delle ristrettezze economiche del dopoguerra.

## Storia
L'Italia era uscita dalla Seconda guerra mondiale con gravissimi danni all'infrastruttura ferroviaria, e soprattutto al parco rotabili.
Nonostante prima del conflitto le Ferrovie dello Stato si trovassero in una posizione di eccellenza mondiale, con alcuni tra i mezzi più avanzati dal punto di vista della trazione elettrica (come l'ETR200), i bombardamenti e il collasso del sistema industriale dopo la sconfitta avevano lasciato l'amministrazione ferroviaria in serie difficoltà.
Un primo progetto, nel 1946, aveva portato alla costruzione di un nuovo gruppo di carrozze. Il progetto, iniziato prima del Piano Marshall, venne limitato dalle difficoltà economiche del momento, e si dimostrò numericamente insufficiente a rispondere alla nuovamente crescente esigenza di trasporto pubblico.
Un secondo gruppo numericamente poco consistente era stato ordinato all'inizio degli anni cinquanta ed era entrato in servizio nel 1955, con l'intenzione di rinnovare il parco di prima classe: il gruppo consisteva in 89 carrozze miste di 1ª/2ª classe, due veicoli cuccetta e 158 unità di prima classe.
L'amministrazione, passata dopo il conflitto sotto l'egida del Ministero dei trasporti di recente formazione, aveva recuperato un discreto numero di carrozze di costruzione prebellica, attingendo al numeroso gruppo delle carrozze a cassa metallica costruite fino dal 1921 al 1929: oltre 1100 veicoli erano ancora in condizioni di marcia (sui 1567 costruiti), ma chiaramente avendo tre decenni di vita alle spalle necessitavano di una urgente sostituzione.
I governi dell'epoca si destreggiavano tra le ristrettezze della ricostruzione e la pressione della nascente industria dell'auto: gli investimenti sul trasporto pubblico si accentravano soprattutto sulla costruzione del primo tratto della Autostrada A1.
Limitati dai finanziamenti esigui, e considerando il gran numero di carrozze da sostituire, il Servizio Materiale e Trazione delle Ferrovie studiò un piano di ristrutturazione per le vecchie "Tipo 1921" e seguenti.
Le carrozze di origine erano molto eterogenee, dato che la famiglia da ristrutturare accorpava le vecchie serie 20000, 30000 e 50000, provenienti da ordini e progetti diversi.
Il primo ordine, lanciato nel 1955, portò alla riconversione di 70 carrozze in nuovi veicoli di prima classe: questo primo gruppo venne denominato "Az20500", e raccoglieva due veicoli della vecchia serie 50000 e uno della serie 20000, mentre i restanti mezzi erano tutti appartenenti alla serie 30000. La "R" della nuova denominazione stava per "ricostruzione".
Il 1º giugno 1956, anno successivo dall'inizio della ristrutturazione, le Ferrovie abolirono la terza classe, per cui tutte le carrozze ristrutturate ex terza classe vennero promosse a seconda classe.

## Le carrozze di prima classe
I primi interventi riguardarono la cassa, che subì modifiche sostanziali: il telaio in acciaio venne rialzato, portando l'altezza dell'imperiale a 3,986 metri dal piano del ferro.
Le estremità della cassa vennero modificate, con l'aggiunta di carter aerodinamici. I carrelli non subirono modifiche di rilievo, salvo la sostituzione sperimentale di alcune boccole su alcuni veicoli.
Gli impianti del sottocassa (quadro per il riscaldamento elettrico e quattro batterie) vennero spostati collocandoli su un solo lato, coerentemente con quanto fatto sulle nuove costruzioni dell'epoca.
L'intera fascia dei finestrini fu smantellata e ricostruita, sostituendo le vecchie coppie di finestrini accoppiati di piccole dimensioni con un unico grande finestrino largo 1,3 metri. Dall'imperiale vennero anche rimossi i gocciolatoi, lasciati solo in corrispondenza dei vestiboli.
L'interno venne strutturato in otto scompartimenti, della larghezza di 1870 mm l'uno, con corridoio laterale. Il riscaldamento affiancava il sistema a vapore Westinghouse con un nuovo sistema di tipo elettrico da 24 kW. Sette carrozze ricevettero l'impianto audio per la radiodiffusione, e altre 58 vennero predisposte per una installazione successiva.
Due carrozze ricevettero un equipaggiamento differenziato, con riscaldamento interamente elettrico a tre tensioni da 30 kW, raddoppio delle batterie e del quadro REC nel sottocassa e finestrini apribili con movimento a ghigliottina azionato da manovella, di produzione Klein. Queste carrozze avrebbero dovuto essere destinate al servizio internazionale. Queste carrozze sarebbero in seguito state riconvertite, omologandole alle rimanenti del gruppo.
Il primo gruppo venne consegnato in tempi strettissimi, con i primi esemplari che furono messi in servizio nello stesso 1955 e le rimanenti carrozze furono consegnate entro il 1957.
Tutto il gruppo ricevette la colorazione castano-isabella, e vennero destinate con la disposizione di servizio del 15 giugno 1956 ad essere usate sui treni più prestigiosi: tra Milano e Genova, tra Roma e Siracusa, tra Roma e Lecce e sui treni che collegavano Milano e Torino con la Sicilia.

## Le carrozze di seconda classe
Già nel 1956 venne commissionato un progetto di riconversione anche per le seconde classi, con l'iniziale costruzione di un prototipo che entrò in servizio l'anno successivo.
Il progetto delle carrozze di classe inferiore aveva molte similitudini con quello delle carrozze di prima classe, ma il numero di finestrini venne aumentato a 10, con passo da 1,5 m l'uno, secondo la disposizione originaria del gruppo. Le casse degli impianti non vennero spostate sullo stesso lato, al contrario di quelle di prima classe.
L'interno venne riorganizzato, senza scompartimenti ma suddiviso in tre saloni (da 3, 4 e 3 moduli rispettivamente), suddivisi dalle ritirate, lasciate in posizione originaria. Il corridoio era centrale, ma in corrispondenza delle ritirate diventava paracentrale. Poiché i finestrini non erano apribili, e data la suddivisione interna, la carrozza dovette essere dotata di tre bocche di aerazione, disposte sull'imperiale.
Il riscaldamento anche in questo caso affiancava un impianto vapore con uno da 24 kW elettrico.
Una caratteristica innovativa era la bagagliera, disposta sopra i finestrini in senso longitudinale per tutta la lunghezza della carrozza.
Le prove della carrozza prototipo spinsero ad alcune modifiche sostanziali: la sostituzione delle ritirate con altre più piccole e con una coppia di piccoli vani dotati di solo lavabo permise di riportare il corridoio interamente in posizione centrale e di recuperare sei posti a sedere. I finestrini prototipo fissi da 700 mm vennero sostituiti da nuovi finestrini apribili di tipo Klein da 980 mm. Il riscaldamento a vapore originariamente previsto venne soppresso, e quello elettrico venne depotenziato a 22 kW.
Nel 1958 venne effettuato un ordine con queste modifiche, che avrebbe dovuto interessare cinquanta carrozze della vecchia serie 30000: solo quindici di queste vennero completate, ed entrarono in servizio solo a partire dal 1961. Al contrario del gruppo di prima classe, queste carrozze vennero già rinnovate in livrea solo castano.
I carrelli ABB /Mr vennero in seguito sostituiti dai 27B.
L'intero gruppo ristrutturato risulta demolito.

## Le carrozze ristoro
La terza fase della ristrutturazione iniziò nel 1958, con la riconversione di due veicoli in carrozze ristoro miste, con tre scompartimenti di prima classe e un salone bar/ristorante.
La prima delle due carrozze, di derivazione serie 20000, venne rimarcata ARz601, mentre la seconda, ex serie 50000, divenne la ARz502. Quest'ultima differiva per via di una misura fuori standard degli scompartimenti di prima classe, aumentati a 2070 mm, cosa che comportò una riduzione del numero di sgabelli del bar da 14 a 12.
Queste carrozze riprendevano le soluzioni applicate alla cassa dei due gruppi precedenti, con la rimozione dei finestrini a bifora unificati in un solo finestrino tipo Klein, il rialzo dell'imperiale e le modifiche all'aerodinamica, con l'aggiunta di quattro bocche di aerazione, di cui due riservate per la cucina. Il riscaldamento era a vapore ed elettrico (15 kW).
Lo scomparto bar venne attrezzato con ripiani longitudinali, su cui si affacciavano gli sgabelli. La cucina era a carbone, e la carrozza era dotata di radiodiffusione acustica.
Queste carrozze furono le prime a ricevere la nuova livrea "verde magnolia - grigio nebbia", sino ad allora riservata agli elettrotreni rapidi e da poco portata anche sulle nuove motrici elettriche. La scelta era dovuta al fatto che queste carrozze erano destinate principalmente al servizio su treni charter e speciali. Ottennero inizialmente uno scarso utilizzo, tanto che furono in seguito trasferite su treni di servizio regolare, modificando la dizione "carrozza ristorante" sulla livrea in "carrozza ristoro".
Dopo una sostituzione dei carrelli con in nuovi "24Au", nel 1973 furono nuovamente cambiate di destinazione, andando in forza al servizio internazionale venendo modificate in "carrozza buffet", con la conversione degli scompartimenti di prima classe in dispensa e magazzino. Furono destinate primariamente alla tratta tra Roma e Monaco sull'Alpen Express.
La n. 602 venne accantonata a partire dalla fine degli anni settanta e demolita nel 1980, mentre la 601 restò in servizio per un altro decennio, fino ad essere accantonata e demolita dopo alcuni anni.